# Kiwengwa
Kiwengwa è un litorale situato ad Unguja, nell'isola di Zanzibar.
È situato sulla costa orientale dell'isola.
Lungo questa spiaggia sorgono alcuni piccoli insediamenti, il maggiore tra essi è il centro del "Cairo".
Eccezion fatta per alcuni gruppi di pescatori e raccoglitori di alghe, l'attività principale è legata al turismo ed alla presenza di numerosi "resort" internazionali .